# 안데스 문명

현재 고고학 유적지가 된 잉카의 잃어버린 도시 마추픽추 전경.

안데스 문명(Andean civilizations)은 지금의 콜롬비아 고지대에서 아타카마 사막에 이르는 지역에서 발달한 다양한 문화들이다. 티아우아나코 등의 도시국가가 존재했으며, 잉카 제국이 가장 큰 정치체제였다.
안데스 문명은 많은 원주민으로 구성된 남미의 복잡한 사회였다. 콜롬비아 남부에서 에콰도르와 페루 해안의 사막을 포함하여 칠레 북부와 아르헨티나 북서부까지 안데스산맥의 대간을 따라 4,000km에 걸쳐 뻗어 있었다. 고고학자들은 안데스 문명이 태평양의 좁은 해안 평야에서 처음으로 발전했다고 믿는다. 페루 해안의 카랄(Caral) 또는 노르테 치코 문명은 기원전 3500년까지 거슬러 올라가는 아메리카 대륙에서 가장 오래된 문명으로 알려져 있다. 안데스 문명은 학자들이 "원래의" 것으로 간주하는 세계 최소 5개 문명 중 하나이다. '원시문명'이라는 개념은 외부의 영향과 무관하게 독립적으로 발전한 문명을 말하며, 다른 문명의 파생물이 아닌 문명을 말한다.
높은 산과 초건조 사막의 극심한 환경적 어려움에도 불구하고 안데스 문명은 다양한 작물을 재배했으며 그 중 감자, 고추, 땅콩, 마니옥, 초콜릿, 코카와 같은 일부 작물은 전 세계적으로 중요한 작물이 되었다. 안데스 문명은 기념비적인 건축물, 광범위한 도로 시스템, 직물 직조 및 그들이 창조한 사회의 많은 독특한 특성으로 인해 주목할 만했다.
스페인 정복자들이 도착하기 100년도 채 되기 전에 잉카인들은 쿠스코시를 중심으로 한 고국에서 대부분의 안데스 문화를 일반적으로 안데스 문명이라고 불리는 거의 모든 것을 포괄하는 하나의 단일 제국으로 통합했다. 베네수엘라의 티모토 쿠이카(Timoto Cuica)는 잉카 궤도 밖에 남아 있었다. 잉카 제국은 언어, 문화, 민족이 얽혀 있던 곳이었다. 스페인의 통치는 안데스 문명의 많은 요소를 종식시키거나 변형시켰으며, 특히 종교와 건축에 영향을 미쳤다.

## 같이 보기
- 아스텍 문명
- 마야 문명
- 잉카 제국
- 아메리카의 유럽 식민지화
- 아르헨티나의 역사
- 볼리비아의 역사
- 칠레의 역사
- 콜롬비아의 역사
- 에콰도르의 역사
- 페루의 역사
- 케추아족
- 페루 정복